# Hymenophyllum angustatum
Hymenophyllum angustatum là một loài dương xỉ trong họ Hymenophyllaceae. Loài này được Thouars, Kze. mô tả khoa học đầu tiên năm 1847.
Danh pháp khoa học của loài này chưa được làm sáng tỏ. 